# Verdejante
Verdejante är en kommun i Brasilien.   Den ligger i delstaten Pernambuco, i den östra delen av landet, 1 300 km nordost om huvudstaden Brasília. Antalet invånare är 9 142.
Omgivningarna runt Verdejante är huvudsakligen savann. Runt Verdejante är det glesbefolkat, med 18 invånare per kvadratkilometer.